# Distichodus altus
Distichodus altus és una espècie de peix de la família dels citarínids i de l'ordre dels caraciformes. Va ser descrit per George Albert Boulenger el 1899.

## Morfologia
- Els adults poden assolir 15 cm de longitud total.[2][3]

## Hàbitat
És un peix d'aigua dolça i de clima tropical.

## Distribució geogràfica
Es troba a Àfrica: a la conca del riu Congo i riu Gribingui.